# William Golding

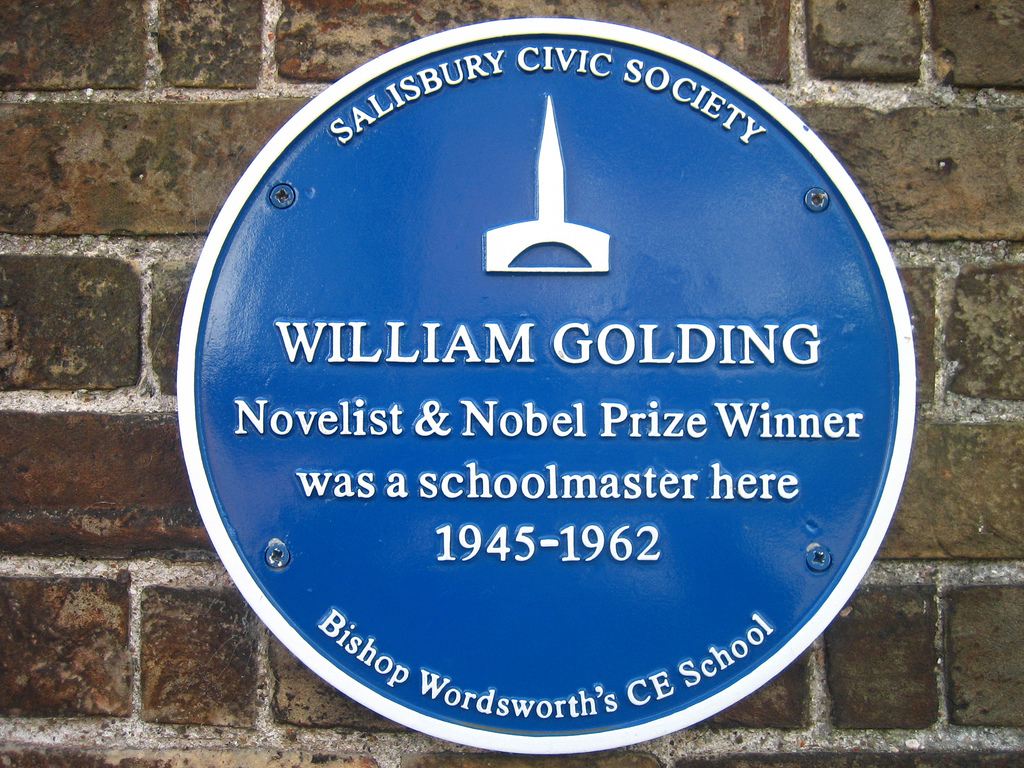
Minnesskylt på Bishop Wordsworth's School i Salisbury där William Golding jobbade som lärare 1945–1962.

William Gerald Golding, född 19 september 1911 i Newquay i Cornwall, död 19 juni 1993 i Perranarworthal i Cornwall, var en brittisk romanförfattare och poet. Hans mest kända verk är romanen Flugornas herre.

## Uppväxt och skoltid
William Golding föddes i Cornwall och växte upp där och i Marlborough i Wiltshire. Han hade börjat skriva redan som sjuåring, men var tvungen att börja studera naturvetenskap vid Brasenose College på Oxfords universitet. Detta gjorde han troligen efter påtryckningar från sin far, som var naturkunskapslärare på Williams grundskola, Marlborough Grammar School, och en man med båda fötterna på jorden. Han trodde starkt på vetenskapen och hade radikala politiska åsikter. William Golding började alltså läsa naturvetenskap, men han bytte redan två år senare till engelsk litteratur. Två år därefter släpptes hans första bok, Poems, 1934, som var just en samling dikter. När William hade tagit sin examen började han arbeta som lärare i engelska och filosofi. Detta varade dock inte i många år innan andra världskriget bröt ut. Då valde han att gå med i den kungliga brittiska flottan och var där i hela 6 år.

## Första publicerade boken
Efter kriget, efter att ha jobbat lite vid Bishop Wordsworth's School, började Golding skriva på en roman han kallade Strangers from Within. 1953 började han sända den till olika förlag. Han fick avslag både här och där, men till slut var det ett förlag som bestämde sig för att publicera den. I september 1954, efter ett antal ändringar i texten, släpptes Lord of the Flies (Flugornas herre), av bokförlaget Faber and Faber.

## Resten av tiden
Efter det gick det bara uppåt för William Golding och han kunde 1961 leva på sitt författarskap. Han skrev och släppte fler böcker. Totalt blev det runt 25 böcker. Goldings böcker blev mycket uppskattade. Han fick Bookerpriset 1980 och Nobelpriset i litteratur 1983, och därför blev han också adlad 1988. I januari 1993 började Golding skriva på en ny roman, men hann aldrig slutföra den eftersom han avled tidigt på morgonen den 19 juni, 81 år.

## Priser och utmärkelser
- 1980 – Bookerpriset för Rites of Passage
- 1983 – Nobelpriset i litteratur